# Three Dog Night
Three Dog Night je americká rocková skupina, založená v roce 1968 v Los Angeles v Kalifornii.

## Diskografie
- 1968: Three Dog Night
- 1969: Suitable for Framing
- 1970: It Ain't Easy
- 1970: Naturally
- 1971: Harmony
- 1972: Seven Separate Fools
- 1973: Cyan
- 1974: Hard Labor
- 1975: Coming Down Your Way
- 1976: American Pastime
- 1983: It's a Jungle